# Tiout
Tiout es un municipio (baladiyah) de la provincia o valiato de Naama en Argelia. En abril de 2008 tenía una población censada de 5413 habitantes.
Se encuentra ubicado al oeste del país, en la zona de los montes Atlas, cerca del macizo de Djébel Mekter y el wadi Aïn Séfra.